# Sáenz Peña
Sáenz Peña è una stazione della linea A della metropolitana di Buenos Aires.
La stazione è dedicata a Luis Sáenz Peña, Presidente dell'Argentina tra il 1892 e il 1895.

## Storia
La stazione è stata inaugurata il 1º dicembre 1913 con il primo tratto della linea.
Nel 1997 la stazione è stata dichiarata monumento storico nazionale.
La stazione è stata restaurata e ammodernata nel periodo 2007-2008, rispettando comunque il disegno originale.

## Interscambi
Nelle vicinanze della stazione effettuano fermata diverse linee di autobus urbani ed interurbani.
- Fermata autobus

## Servizi
La stazione dispone di:
- Biglietteria a sportello
- Biglietteria automatica